# أصفاد سكيفينغتون

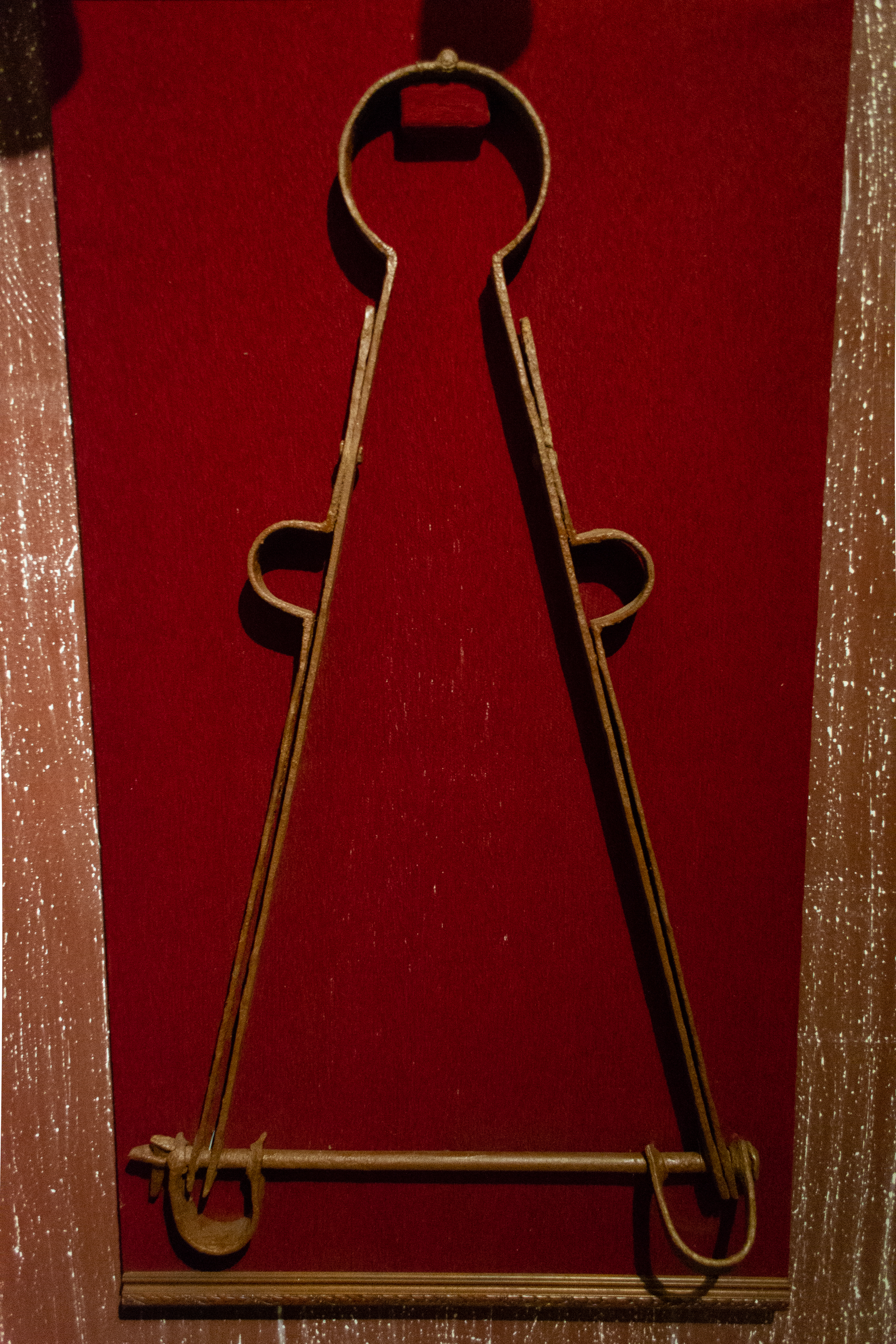

أصفاد سكيفينتغتون هي أداة تعذيب تطورت وأستعملت فقط في إنكلترا، وكانت عبارة عن طوق حديدي كبير مقسم إلى قسمين حيث تجبر الضحية الذي تربط يداه إلى خلف ظهره على الركوع على النصف السفلي من ذلك الطوق، وعندها كان يعمل الجلاد على دفع الضحية إلى الأسفل بحيث يطبق نصفي الطوق الأسفل والأعلى إلى بعضهما بواسطة برغي كبير. ومع شد ذلك البرغي جيداً يضغط جسد الضحية إلى بعضه بشكل أقوى بحيث يطبق صدره على ركبتيه، وبطنه على فخذيه، وفخذاه على ساقيه، وكان ذلك يؤدي بالتدريج إلى خلع العامود الفقري من مكانه وتصدع عظام الصدر والأضلاع.